# Weronika Barcz
Weronika Barcz (28 de octubre de 2002) es una deportista de Polonia que compite en atletismo. Ganó una medalla de plata en el Campeonato Europeo de Atletismo Sub-20 de 2021, en la prueba de 100 m vallas.